# Murckův mlýn
Murckův mlýn (také Murzkamühle) byl vodní mlýn na potoce Jamník v Lubojatech v okrese Nový Jičín.

## Historie
V minulosti byly na Jamníku tři vodní mlýny. V Údolí mladých (Murckovo údolí) byl Murckův mlýn a na dohled byl další čp. 64 (nově čp. 370). Třetí nejníže položený rybník na Jamníku pod Jedlovým lesemsloužil k napájení zákupního mlýna o jednom složení ve Lhotce u Lubojat.
První zmínka o Murckově mlýně je v urbáři z roku 1695, kde je uváděn jako nově postavený mlýn s jedním složením. Mlynářem byl Ondřej Murcek (Murzke). V roce 1739 už mlýn o dvou složeních zakoupil Tomáš Jarosch a v roce 1743 jej prodal Janu Bloschovi. V roce 1762 vdova Alžběta Bloschova prodala mlýn svému novému manželovi Martinu Rosselovi. V roce 1824 mlýn zakoupil bílovecký cech soukeníků a přestavěl jej na valchu.
Na místě mlýna stojí rodinný domek čp. 33, dochoval se mlýnský náhon a akumulační obdélný rybníček, který dodával vodu v době nízkého stavu vody v mlýnském náhonu.

## Legendy
Na Jamníku bývaly tři mlýny a občasná utonutí v jejich náhonech byla příčinou lidových legend o působení vodníka. Nejznámější je legenda o mladé dívce, kterou vodník bohatě odměnil za práci v jeho zámku. Nadělil jí tolik zlata, že jí vystačilo až do smrti.
Jiná legenda se váže k Murckovu mlýnu. Do mlýna s chodil opékat ryby vodník z nedalekého rybníka. Mlynář mu, ke své nelibosti, musel dávat omastek, koření a další věci, které potřeboval k pečení. Jednou mlýn navštívil medvědář s medvědem. Po dohodě zůstal medvěd v kuchyni a když tam vodník přišel medvěd se sním dal do křížku. Vodník zle pošramocený a s děsem utekl, ale druhý den opět přišel. Mlynář mu řekl, že medvěd je pořád v kuchyni a s ním i sedm medvíďat. Vodník, když to slyšel, skočil do rybníka a už se neukázal.